# Renda básica universal
Renda Básica Universal (RBU) (português brasileiro) ou Rendimento Básico Universal (RBU) (português europeu) é uma proposta de seguridade social que advoga que cada cidadão pertencente a uma nação ou região receba regularmente uma renda mínima na forma de um pagamento de transferência incondicional, ou seja, independentemente de outras rendas e sem a necessidade de trabalhar. Em contraste, uma renda mínima de inserção é paga apenas àqueles que já não recebem uma renda suficiente para viver. Até 2024, nenhum país tinha um sistema de RBU em vigor, mas dois países – Mongólia e Irã – o tiveram no passado. Diversos projetos piloto já foram testados, e a ideia é discutida em diversos países. Alguns rotulam a RBU como utópica graças a sua origem histórica.

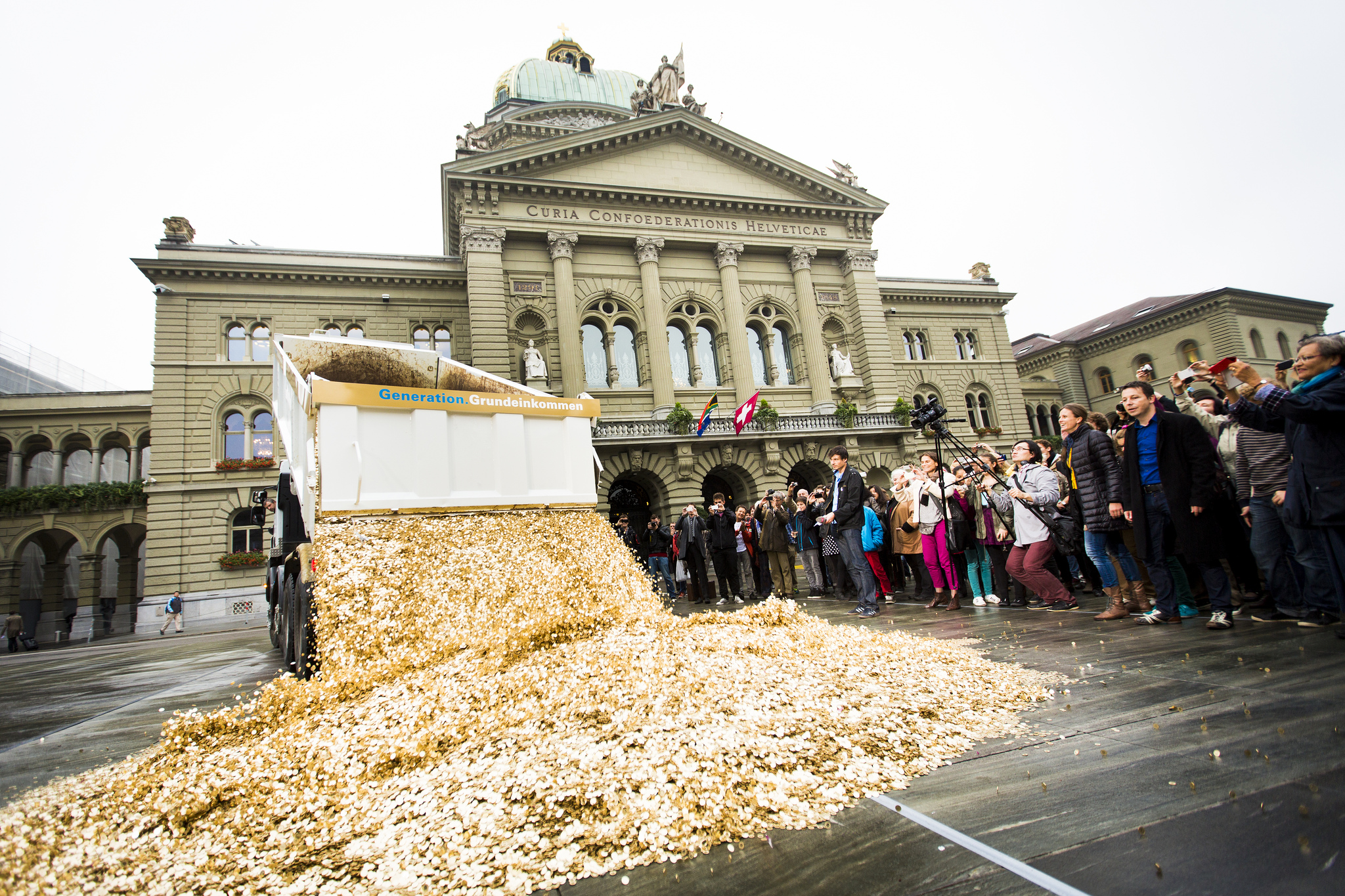
Em 2013, oito milhões de moedas de 5 cêntimos (uma por habitante) foram despejadas no Bundesplatz em Berna para apoiar o referendo suíço de 2016 para um rendimento básico (que foi rejeitado por 77%–23%).

Existem vários programas de bem-estar social que podem ser considerados semelhantes à renda básica, embora não sejam incondicionais. Muitos países têm um sistema de renda familiar, que é essencialmente uma renda básica para os guardiões das crianças. Uma pensão pode ser uma renda básica para pessoas aposentadas. Existem também programas quase de renda básica que são limitados a certos grupos populacionais ou períodos de tempo, como o Bolsa Família no Brasil, que é concentrado nos economicamente desfavorecidos, ou o Programa Thamarat no Sudão, que foi introduzido pelo governo de transição para aliviar os efeitos da crise econômica herdada do regime Bashir. Da mesma forma, o impacto econômico da pandemia de COVID-19 levou alguns países a enviar pagamentos diretos aos seus cidadãos. O Alaska Permanent Fund é um fundo para todos os residentes do estado americano do Alasca, e às vezes é descrito como o único exemplo de uma verdadeira renda básica na prática. Um imposto de renda negativo pode ser visto como uma renda básica para certos grupos de renda, onde os cidadãos recebem cada vez menos dinheiro até que este efeito seja revertido quanto mais uma pessoa ganha.
Críticos afirmam que uma renda básica a um nível apropriado para todos os cidadãos não é financeiramente viável, temendo que a introdução de uma renda básica levaria a menos pessoas trabalhando, e/ou consideram socialmente injusto que todos recebam a mesma quantidade de dinheiro, independentemente de sua necessidade individual. Os proponentes dizem que é de fato financiável, argumentando que tal sistema, em vez de muitos benefícios sociais individuais testados por meios, eliminaria muitos esforços administrativos sociais caros e burocráticos, e esperam que empregos pouco atraentes teriam que ser melhor remunerados e suas condições de trabalho melhoradas porque teria que haver um incentivo para fazê-los quando já se recebe uma renda, o que aumentaria a vontade de trabalhar. Os defensores também argumentam que uma renda básica é justa porque garante que todos tenham uma base financeira suficiente para construir e menos pressão financeira, permitindo assim às pessoas encontrar trabalho que se adapte aos seus interesses e forças.
Os primeiros exemplos de pagamentos incondicionais aos cidadãos remontam à antiguidade, e as primeiras propostas para introduzir uma renda regularmente paga de forma incondicional a todos os cidadãos foram desenvolvidas e disseminadas entre os séculos XVI e XVIII. Após a Revolução Industrial, o conhecimento público e o apoio ao conceito aumentaram. Pelo menos desde meados do século XX, a renda básica tem sido repetidamente objeto de debates políticos. No século XXI, várias discussões estão relacionadas ao debate sobre a renda básica, incluindo aquelas que dizem respeito à automação de grandes partes da mão de obra humana por meio da inteligência artificial (IA), e questões associadas sobre o futuro da necessidade de trabalho. Uma questão-chave nesses debates é se a automação e a IA reduzirão significativamente o número de empregos disponíveis e se uma renda básica poderia ajudar a prevenir ou aliviar tais problemas, permitindo que todos se beneficiem da riqueza de uma sociedade, bem como se uma RBU poderia ser um trampolim para uma economia baseada em recursos ou de pós-escassez.

## História

### Antiguidade
Em um triunfo em 46 a.C., o general e ditador romano Júlio César deu a cada plebeu romano 100 denários. Depois de seu assassinato em 44 a.C., o testamento de César deixou 300 sestércios (ou 75 denários) a cada cidadão. Trajano, imperador de Roma de 98 a 117 d.C., deu 650 denários (equivalente a cerca de 430 dólares em 2023) a todos os plebeus romanos que se candidataram.

### Século XVI
Em sua obra Utopia (1516), o político e filósofo inglês Thomas More descreve uma sociedade na qual todas as pessoas recebem uma renda garantida. Nesse livro, a renda básica é proposta com uma resposta à afirmação "nenhuma penalidade na Terra impedirá as pessoas de roubar, se essa for a sua única maneira de conseguir comida," afirmando:
Em vez de infligir essas punições horríveis, seria muito mais adequado fornecer a todos algum meio de subsistência, para que ninguém tenha a terrível necessidade de se tornar primeiro um ladrão e depois um cadáver.
O acadêmico espanhol Juan Luis Vives propôs que o governo municipal deveria ser responsável por garantir um mínimo de subsistência a todos os seus residentes "não por uma questão de justiça, mas para um exercício mais eficaz da caridade moralmente exigida." Vives também argumentou que, para se qualificar para o auxílio aos pobres, o beneficiário deve "merecer a ajuda que recebe, provando sua disposição para trabalhar."

### Século XVIII

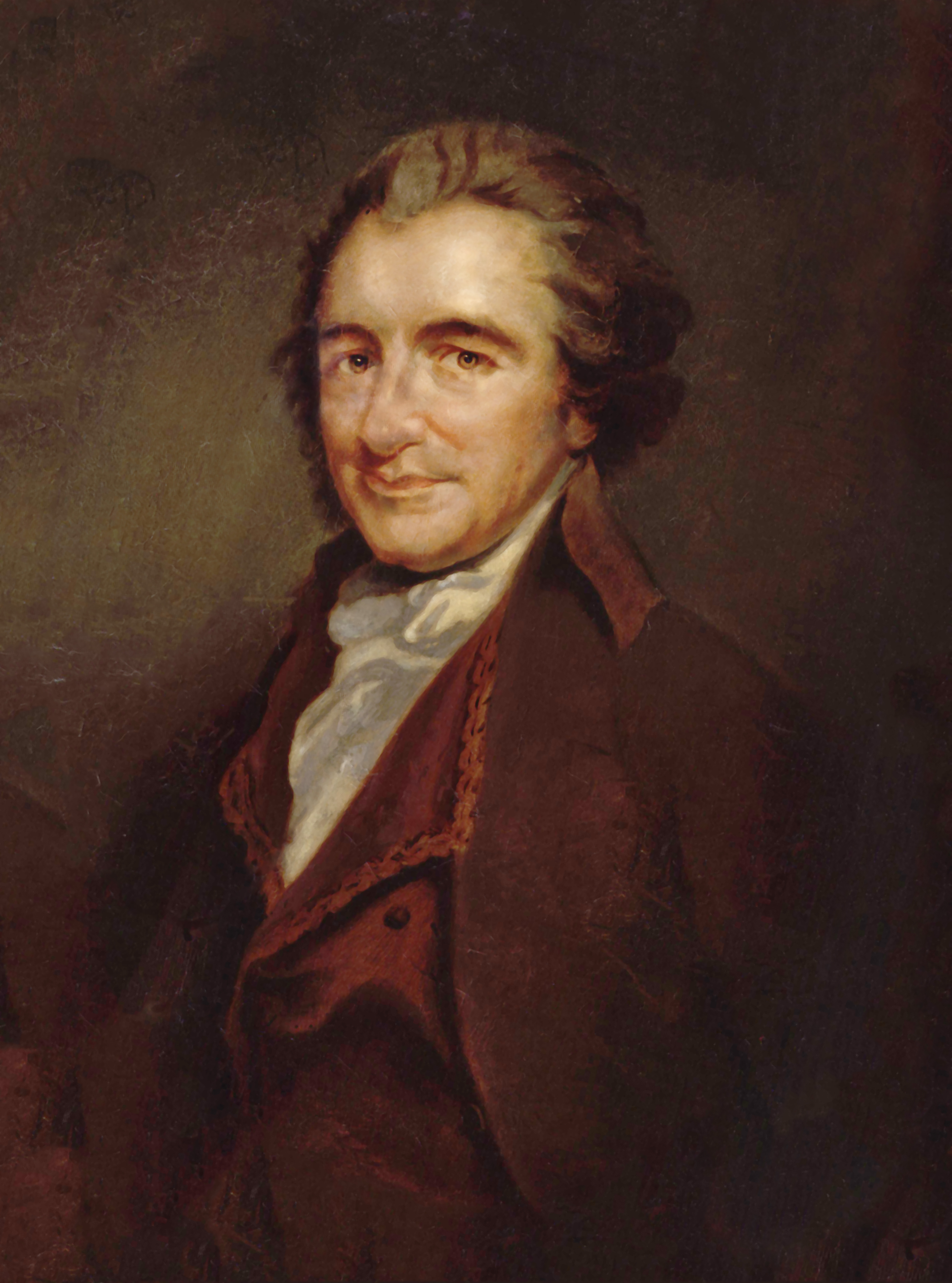
Thomas Paine, autor de Agrarian Justice (1797), uma proposta inicial de um sistema de seguridade social

O filósofo americano de origem inglesa Thomas Paine escreveu Common Sense (1776) e The American Crisis (1776–1783), dois dos panfletos mais influentes no início da Revolução Americana. Seu ensaio Agrarian Justice foi publicado em 1797. Nele, ele propôs reformas concretas para abolir a pobreza. Em particular, ele propôs um sistema de seguridade social universal que incluiria pensões para idosos e apoio a deficientes, além de bolsas universais para jovens adultos, financiadas por um imposto sobre herança de 10% com foco na terra. Paine resumiu seu ponto de vista afirmando que "os homens não fizeram a terra. É apenas o valor das melhorias, e não a terra em si, que é propriedade individual. Todo proprietário deve à comunidade um aluguel pela terra que possui." Paine via a herança como sendo parcialmente um fundo comum e queria complementar o dividendo do cidadão com um imposto sobre as transferências de herança.
Em 1797, o radical inglês Thomas Spence publicou The Rights of Infants como uma resposta a Agrarian Justice de Thomas Paine. Nesse ensaio, Spence propõe a introdução de uma renda básica incondicionaol para todos os membros da comunidade. Esse subsídio seria financiado por meio da socialização da terra e da renda dos aluguéis recebidos por cada município. Parte dos ganhos de todos seria confiscada pelo Estado e dada a outros.

### Século XIX
O economista político e jornalista americano Henry George propôs a criação de um sistema de aposentadoria e invalidez e um amplo sistema de apoio social a partir de um único imposto sobre o valor da terra e dos recursos naturais. O apoio social seria distribuído aos residentes "como um direito", e não como caridade. George mencionou, mas não enfatizou, a possibilidade de distribuição direta em dinheiro do aluguel da terra. Suas ideias deram origem à filosofia econômica hoje conhecida como georgismo ou "movimento do imposto único", que é uma ideologia econômica que sustenta que, embora as pessoas devam ser proprietárias do valor que elas mesmo produzem, a renda econômica derivada da terra – incluindo todos os recursos naturais, os bens comuns e os locais urbanos – devem pertencer igualmente a todos os membros da sociedade.

### Início do século XX

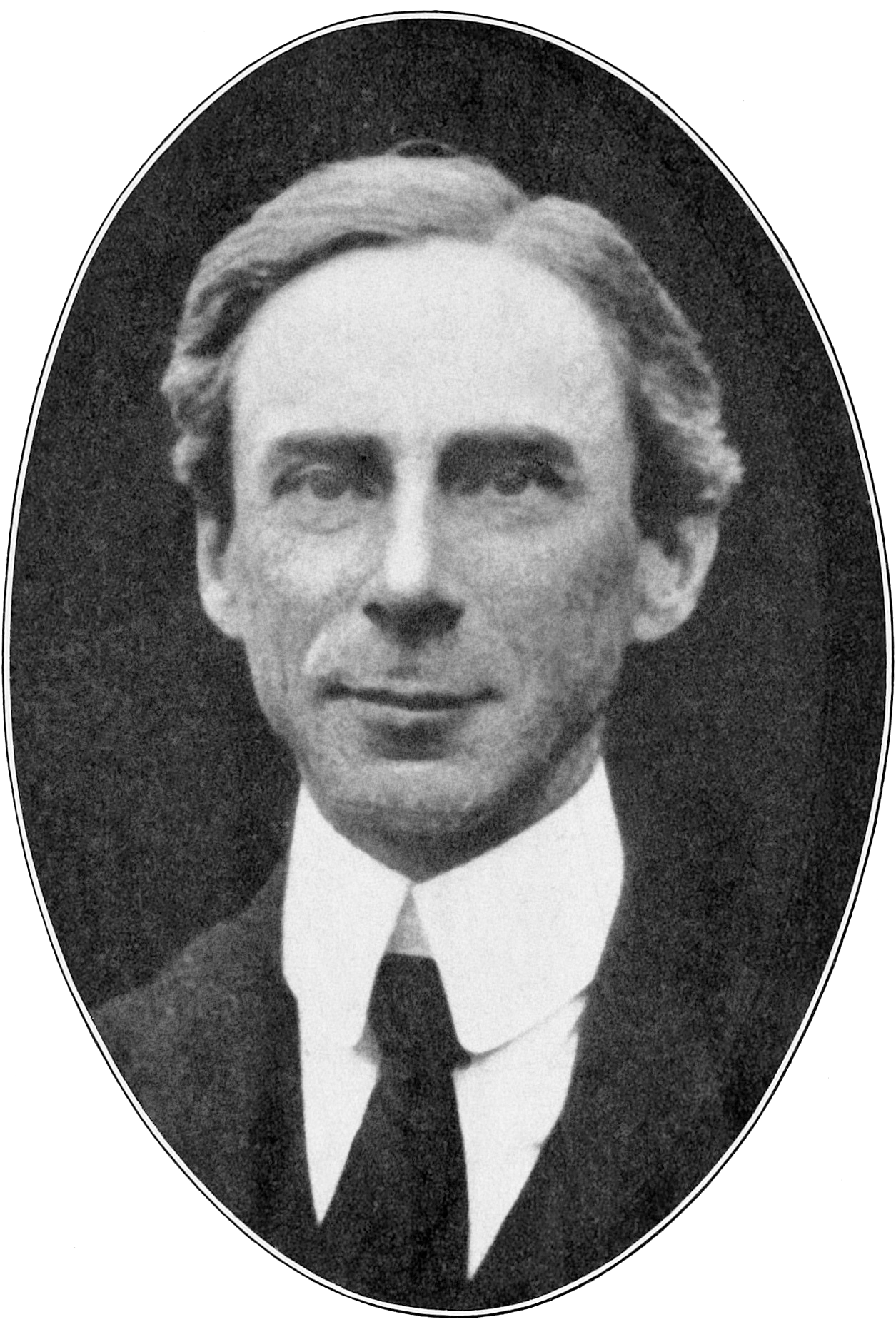
Bertrand Russell, defensor de um modelo social que incluía a renda básica como elemento vital

Por volta de 1920, o apoio à renda básica começou a crescer, principalmente na Inglaterra. Bertrand Russell defendia um novo modelo social que combinasse as vantagens do socialismo e do anarquismo, e que a renda básica deveria ser um componente vital dessa nova sociedade. No final da Primeira Guerra Mundial, Dennis e Mabel Milner, um casal quaker do Partido Trabalhista, publicou um pequeno panfleto intitulado Scheme for a State Bonus (1918) que defendia a "introdução de uma renda paga incondicionalmente, semanalmente, a todos os cidadãos do Reino Unido". Eles consideravam um direito moral que todos tivessem os meios de subsistência e, portanto, não deveria ser condicionado ao trabalho ou à vontade de trabalhar.
O engenheiro e economista C. H. Douglas se preocupou com o fato de que a maioria dos cidadãos britânicos não tinha condições de comprar os bens que eram produzidos, apesar do aumento da produtividade da indústria britânica. Sua solução para esse paradoxo foi um novo sistema social que ele chamou de crédito social, uma combinação de reforma monetária e renda básica.
Em 1944 e 1945, o Comitê Beveridge, liderado pelo economista britânico William Beveridge, desenvolveu uma proposta para um novo e abrangente sistema de bem-estar social, com seguridade social, benefícios testados quanto à renda e subsídios incondicionais para crianças. Lady Rhys-Williams, membro do Comitê, argumentou que a renda dos adultos deveria ser mais parecida com uma renda básica. Ela também foi a primeira a desenvolver o modelo de imposto de renda negativo. Seu filho, Sir Brandon Rhys-Williams,  propôs uma renda básica a um comitê parlamentar em 1982 e, logo em seguida, em 1984, o Basic Income Research Group, agora Citizen's Basic Income Trust, começou a conduzir e disseminar pesquisas sobre renda básica.

### Final do século XX
O economista e escritor americano Milton Friedman propôs a ideia de um imposto de renda negativo, que efetivamente sancionava uma renda básica para todos, em seu livro Capitalism and Freedom, publicado em 1962. Em seu discurso sobre o Estado da União em 1964, o presidente dos Estados Unidos, Lyndon B. Johnson, apresentou uma legislação para combater a "guerra contra a pobreza". Johnson acreditava na expansão das funções do governo federal na educação e na assistência médica como estratégias de redução da pobreza. Nesse clima político, a ideia de uma renda garantida para todos os americanos também criou raízes. Seis ambiciosos experimentos de renda básica foram iniciados com o conceito relacionado de imposto de renda negativo. O presidente que o sucedeu, Richard Nixon, explicou que seu objetivo era "fornecer uma rede de segurança para os pobres e um incentivo financeiro para que os beneficiários da previdência social trabalhassem." O Congresso acabou aprovando uma renda mínima garantida para idosos e deficientes.
Em meados da década de 1970, o principal concorrente da renda básica e do imposto de renda negativo, o Earned Income Tax Credit (EITC), e seus defensores, conquistaram legisladores suficientes para que o Congresso dos EUA aprovasse leis sobre essa política. Em 1986, foi fundada a Basic Income European Network, posteriormente renomeada para Basic Income Earth Network (BIEN), com conferências acadêmicas a cada dois anos. Outros defensores incluíam movimentos políticos verdes, bem como ativistas e alguns grupos de desempregados.
Em 1988, o economista e político Eduardo Suplicy publicou o livro Da distribuição de renda e dos direitos à cidadania, defendendo o conceito de uma renda básica universal.

### Século XXI

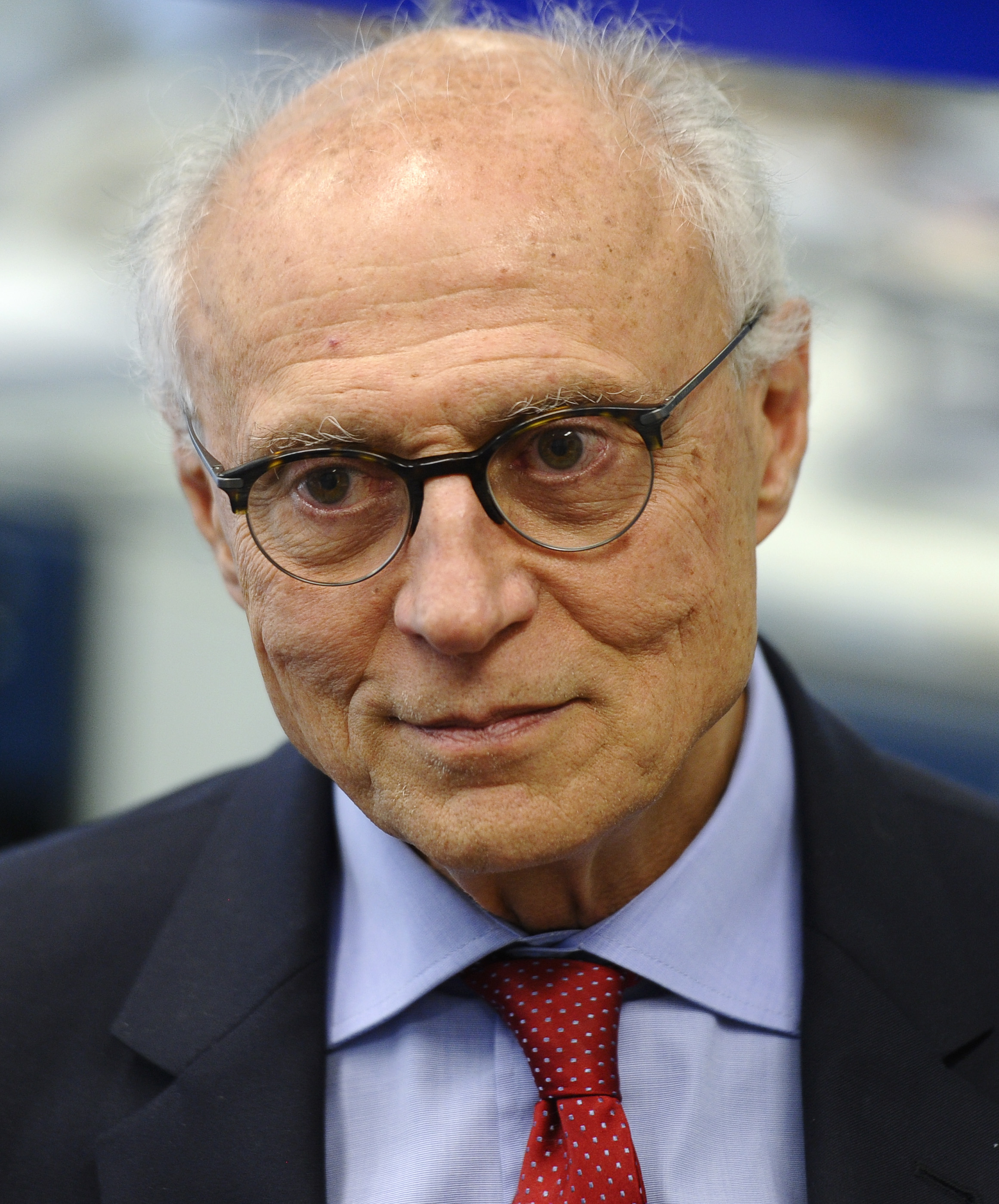
Eduardo Suplicy é um dos principais nomes associados à proposta de uma RBU no Brasil no final do século XX e início do século XXI

No Brasil a Lei 10.835/04, de autoria de Eduardo Suplicy, prevê que "é instituída, a partir de 2005, a renda básica de cidadania, que se constituirá no direito de todos os brasileiros residentes no país e estrangeiros residentes há pelo menos 5 (cinco) anos no Brasil, não importando sua condição socioeconômica, receberem, anualmente, um benefício monetário. O pagamento do benefício deverá ser de igual valor para todos, e suficiente para atender às despesas mínimas de cada pessoa com alimentação, educação e saúde, considerando para isso o grau de desenvolvimento do país e as possibilidades orçamentárias". Outra lei estabelece as diretrizes orçamentárias. A lei, apesar de aprovada, foi apenas parcialmente implementada.
No século XXI, vários países já propuseram medidas de RBU para sua população. Um caso ocorreu na Suíça em 2016, quando foi realizado um plebiscito para implementar uma renda de 2,5 mil francos suíços por adulto e 625 francos por cada menor de 18 anos. A medida foi rejeitada, com 76,9% dos eleitores se opondo à proposta. Entre 2017 e 2018, a RBU foi testada em pequena escala na Finlândia e, em 2023, na Inglaterra. A proposta foi apoiada por políticos como Jeremy Corbyn, Tulsi Gabbard, Eduardo Suplicy e Rui Tavares, bem como por empresários como Elon Musk, Pierre Omidyar e Andrew Yang.
Em 2019, na Califórnia, o então prefeito de Stockton, Michael Tubbs, iniciou um programa piloto de 18 meses de renda garantida para 125 residentes como parte do projeto S.E.E.D., financiado pelo setor privado. Em 21 de janeiro de 2021, na Califórnia, o Compton Pledge, financiado por doadores e com duração de dois anos, começou a distribuir pagamentos mensais de renda garantida a um grupo "pré-verificado" de residentes de baixa renda. A partir de dezembro de 2021, Tacoma realizou o projeto piloto "Growing Resilience in Tacoma" (GRIT), uma iniciativa de renda garantida que fornece 500 dólares por mês a 110 famílias. GRIT faz parte do estudo maior do Centro de Pesquisa de Renda Garantida da Universidade da Pensilvânia. Um relatório sobre os resultados do experimento GRIT será publicado em 2024.

#### Resposta à pandemia de COVID-19
Como resposta à pandemia de COVID-19 e ao impacto econômico relacionado, a renda básica universal e propostas semelhantes foram cada vez mais discutidas em todo o mundo. Grande parte dos países implementou formas de esquemas de desemprego parcial, que efetivamente subsidiavam a renda dos trabalhadores sem a exigência de trabalho. Cerca de noventa países e regiões, incluindo Estados Unidos, Espanha, Hong Kong e Japão, introduziram programas temporários de transferência direta de dinheiro para seus cidadãos.
Na Europa, uma petição pedindo uma "renda básica de emergência" reuniu mais de 200.000 assinaturas, e pesquisas sugeriram um amplo apoio da opinião pública a esse programa. Ao contrário dos vários pacotes de estímulo do governo dos EUA, os planos de estímulo da UE não incluíram nenhuma forma de políticas de apoio à renda.

## Perspectivas e argumentos

### Automação
Há uma opinião predominante de que estamos em uma era de desemprego tecnológico - que a tecnologia está tornando cada vez mais obsoletos os trabalhadores qualificados.

Prof. Mark MacCarthy (2014)
Uma das principais justificativas para a renda básica é a crença de que a automação e a robotização podem resultar em desemprego tecnológico, levando a um mundo com menos empregos remunerados. Uma questão fundamental nesse contexto é se uma renda básica poderia ajudar a prevenir ou aliviar esses problemas, permitindo que todos se beneficiem da riqueza de uma sociedade, bem como se uma RBU poderia ser um trampolim para uma economia baseada em recursos ou pós-escassez.
Candidato à presidência dos EUA em 2020 e fundador de uma organização sem fins lucrativos, Andrew Yang declarou que a automação causou a perda de 4 milhões de empregos no setor de manufatura e defendeu uma RBU em vez de programas de recapacitação de trabalhadores. Yang declarou que é fortemente influenciado por Martin Ford. Ford, por sua vez, acredita que as tecnologias emergentes não conseguirão gerar muitos empregos; pelo contrário, porque os novos setores "raramente, ou nunca, serão altamente intensivos em mão de obra". Ideias semelhantes já foram debatidas muitas vezes na história - que "as máquinas tomarão os empregos" - portanto, o argumento não é novo. Mas o que é bastante novo é a existência de vários estudos acadêmicos que, de fato, preveem um futuro com muito menos empregos nas próximas décadas. Além disso, o ex-presidente americano Barack Obama declarou que acredita que o crescimento da inteligência artificial levará a uma maior discussão sobre a ideia de "dinheiro gratuito incondicional para todos".

### Economia e custos
Alguns defensores da RBU argumentaram que a renda básica poderia aumentar o crescimento econômico porque sustentaria as pessoas enquanto elas investem em educação para conseguir empregos mais qualificados e bem remunerados. No entanto, há também uma discussão sobre a renda básica dentro do movimento de decrescimento, que argumenta contra o crescimento econômico. Defensores afirmam que a segurança financeira garantida de uma RBU aumentará a disposição da população para assumir riscos, o que criaria uma cultura de inovação e fortaleceria o espírito empreendedor.
O custo de uma renda básica é uma das maiores questões no debate público, bem como na pesquisa, e depende de muitos fatores. Em primeiro lugar, depende do nível da renda básica como tal, e também de muitos pontos técnicos relativos à forma exata como ela é construída. Enquanto os opositores afirmam que uma renda básica em um nível adequado para todos os cidadãos não pode ser financiada, seus defensores propõem que ela poderia, de fato, ser custeada, com alguns defendendo uma forte redistribuição e reestruturação da burocracia e da administração para esse fim.
De acordo com a Cátedra George Gibbs de Economia Política, pesquisadora sênior do Mercatus Center da George Mason University e colunista sindicalizada nacionalmente Veronique de Rugy, em 2014, o custo anual de uma RBU nos EUA teria sido cerca de 200 bilhões de dólares mais barato do que o sistema dos EUA implementado naquele momento. Em 2020, teria sido quase um trilhão de dólares mais barato. O economista americano Karl Widerquist argumenta que a simples multiplicação do valor do subsídio pela população seria um cálculo ingênuo, pois esse é o custo bruto da RBU e não leva em conta que a RBU é um sistema em que as pessoas pagam impostos regularmente e recebem o subsídio ao mesmo tempo.
De acordo com o economista suíço Thomas Straubhaar, o conceito de RBU é basicamente financiável sem nenhum problema. Ele o descreve como "em sua essência, nada mais do que uma reforma tributária fundamental" que "agrupa todas as medidas de política social em um único instrumento, a renda básica paga incondicionalmente." Ele também considera que uma renda básica universal é socialmente justa, argumentando que, embora todos os cidadãos recebam a mesma quantia na forma de renda básica no início do mês, os ricos teriam perdido muito mais dinheiro por meio de impostos no final do mês do que teriam recebido por meio da renda básica, enquanto o oposto é o caso das pessoas mais pobres, semelhante ao conceito de um imposto de renda negativo.

### Inflação dos custos de mão de obra e aluguel
Um dos argumentos mais comuns contra a RBU decorre da pressão de alta sobre os preços, em especial sobre mão de obra e aluguéis de imóveis, o que provavelmente causaria inflação. As escolhas de políticas públicas, como controles de aluguel ou tributação do valor da terra, provavelmente afetariam o potencial inflacionário da renda básica universal.

### Trabalho
Muitos críticos da renda básica argumentam que as pessoas, em geral, trabalharão menos, o que, por sua vez, significa menos receita tributária e menos dinheiro para os governos estaduais e locais. Embora seja difícil saber com certeza o que acontecerá se um país inteiro introduzir a renda básica, há, no entanto, alguns estudos que tentaram analisar essa questão:
- Nos experimentos de imposto de renda negativo nos Estados Unidos, em 1970, houve um declínio de 5% nas horas trabalhadas. A redução do trabalho foi maior para os segundos assalariados em lares com dois assalariados e menor para os assalariados primários. A redução nas horas foi maior quando o benefício era maior.[112]
- No experimento Mincome na zona rural de Dauphin, Manitoba, também na década de 1970, houve pequenas reduções nas horas trabalhadas durante o experimento. Entretanto, os dois únicos grupos que trabalharam significativamente menos foram as novas mães e os adolescentes que trabalhavam para sustentar suas famílias. As novas mães passaram esse tempo com seus filhos pequenos, e os adolescentes que trabalhavam dedicaram um tempo adicional significativo aos estudos.[113]
- Um estudo de 2017 não mostrou evidências de que as pessoas trabalharam menos por causa da reforma do subsídio iraniano (uma reforma da renda básica).[114]

Com relação à questão da renda básica versus empregos, há também o aspecto das chamadas armadilhas do bem-estar. Os defensores da renda básica geralmente argumentam que, com uma renda básica, os empregos pouco atraentes teriam necessariamente de ser mais bem remunerados e suas condições de trabalho melhoradas, de modo que as pessoas continuassem a realizá-los sem necessidade, reduzindo essas armadilhas.

### Filosofia e moral
Por definição, a renda básica universal não faz distinção entre indivíduos "merecedores" e "não merecedores" ao efetuar os pagamentos. Opositores argumentam que essa falta de discriminação é injusta: "Aqueles que realmente escolhem a ociosidade ou atividades improdutivas não podem esperar que aqueles que se comprometeram a fazer um trabalho produtivo subsidiem seu sustento. A responsabilidade é fundamental para a justiça."
Os defensores geralmente consideram a RBU como um direito humano fundamental que possibilita um padrão de vida adequado ao qual todo cidadão deve ter acesso na sociedade moderna. Também se argumenta que essa falta de discriminação entre os que supostamente merecem e os que não merecem é uma forma de reduzir o estigma social.
Além disso, defensores da RBU argumentam que as categorias "merecedoras" e "não merecedoras" são uma classificação superficial, uma vez que as pessoas que não exercem uma atividade remunerada regular também contribuem para a sociedade, por exemplo, criando filhos, cuidando de pessoas ou realizando outras atividades de criação de valor que não são institucionalizadas. A RBU proporcionaria um equilíbrio nesse caso e, portanto, superaria um conceito de trabalho que se reduz ao puro emprego remunerado e desconsidera demais as atividades secundárias.

### Saúde e pobreza
A primeira revisão sistemática abrangente do impacto da renda básica (ou melhor, das transferências incondicionais de dinheiro em geral) sobre a saúde em países de baixa e média renda, um estudo que incluiu 21 estudos, dos quais 16 eram ensaios clínicos randomizados, constatou uma redução clinicamente significativa na probabilidade de adoecer, estimada em 27%. As transferências incondicionais de dinheiro, de acordo com o estudo, também podem melhorar a segurança alimentar e a diversidade da dieta. As crianças das famílias beneficiárias também têm maior probabilidade de frequentar a escola, e as transferências de dinheiro podem aumentar o dinheiro gasto em assistência médica. Uma atualização de 2022 do estudo de referência confirmou esses resultados com base em um conjunto crescente de evidências (35 estudos, sendo a maioria deles grandes ensaios clínicos randomizados) e, além disso, encontrou evidências suficientes de que as transferências incondicionais de dinheiro também reduzem a probabilidade de viver em extrema pobreza.

## Programas piloto e experimentos
Desde a década de 1960, mas principalmente desde o final dos anos 2000, vários programas-piloto e experimentos sobre renda básica foram realizados. Alguns exemplos incluem:

### Décadas de 1960 e 1970
- Experimentos com imposto de renda negativo nos Estados Unidos e no Canadá nas décadas de 1960 e 1970.[56][112]
- A província de Manitoba, no Canadá, fez experiências com o Mincome, uma renda básica garantida, na década de 1970. Na cidade de Dauphin, a mão de obra diminuiu apenas 13%, muito menos do que o esperado. Esse programa foi encerrado depois que começaram a surgir problemas com o fato de o custo se tornar insustentável.[121][122]

### Década de 2000
- Um subsídio de renda básica foi implementado nas vilas de Otjivero e Omitara, na Namíbia, de 2008 a 2009. A taxa de criminalidade caiu, a segurança alimentar cresceu, a taxa de ausência escolar e de desemprego diminuíram, e foram criadas micro-empresas. A renda total dos moradores aumentou em 29%.[123]
- Um projeto piloto independente foi implementado em São Paulo, no Brasil, em 2009.[124]

### Década de 2010
- Testes de renda básica foram realizados em 2011-2012 em vários vilarejos da Índia, cujo governo propôs uma renda básica garantida para todos os cidadãos.[125][126] Descobriu-se que a renda básica na região aumentou a taxa de escolaridade dos jovens em 25%.[127]
- O Irã se tornou o primeiro país a introduzir um sistema de RBU em dezembro de 2010.[128][129] Esse subsídio foi pago a todos os cidadãos e substituiu os subsídios à gasolina, eletricidade e alguns produtos alimentícios, que o país aplicou durante anos para reduzir as desigualdades e a pobreza.[130]
- Na Espanha, o ingreso mínimo vital, o sistema de garantia de renda, é um benefício econômico garantido pela previdência social. Em 2016, foi considerado necessitado de reforma.[131]
- Na Coreia do Sul, o Programa de Subsídio para Jovens foi iniciado em 2016 na cidade de Seongnam, que daria a cada cidadão de 24 anos 250.000 won a cada trimestre na forma de uma "moeda local" que só poderia ser usada em empresas locais. Esse programa foi posteriormente expandido para toda a província de Gyeonggi em 2018.[132][133]
- O experimento GiveDirectly beneficia mais de 20.000 pessoas que vivem na zona rural do país, em um vilarejo desfavorecido de Nairóbi, no Quênia.[134][135][136]
- Um projeto chamado Eight em um vilarejo em Fort Portal, Uganda, que uma organização sem fins lucrativos lançou em janeiro de 2017, fornece renda para 56 adultos e 88 crianças.[137]
- Um projeto piloto de dois anos do governo finlandês começou em janeiro de 2017 e envolveu 2.000 pessoas.[138][139] Em abril de 2018, o governo finlandês rejeitou uma solicitação de fundos para estender e expandir o programa da Kela (agência de seguridade social da Finlândia).[140] Um estudo relatou uma melhora significativa no bem-estar dos participantes envolvidos no projeto.[71]
- Um experimento na cidade de Utrecht, na Holanda, foi lançado no início de 2017 e está testando diferentes taxas de auxílio.[126]
- Um projeto piloto de renda básica de três anos foi lançado pelo governo da província de Ontário, Canadá, nas cidades de Hamilton, Thunder Bay e Lindsay em julho de 2017.[141] Embora chamada de renda básica, ela só foi disponibilizada para pessoas com baixa renda e o financiamento seria removido se elas obtivessem emprego.[142]
- O esquema Rythu Bandhu é um esquema de bem-estar iniciado no estado de Telanganá, na Índia, em maio de 2018, com o objetivo de ajudar os agricultores. Para financiar o programa, foi feita uma alocação orçamentária de 120 bilhões de rupias no orçamento estadual de 2018-2019.[143]

### Década de 2020
- A organização suíça sem fins lucrativos Social Income começou a pagar, em 2020, rendas básicas a pessoas necessitadas em Serra Leoa. A iniciativa internacional é financiada por contribuições de pessoas do mundo todo, que doam 1% de seus contracheques mensais.[144]
- Em maio de 2020, a Espanha introduziu uma renda básica mínima, atingindo cerca de 2% da população, em resposta à pandemia de COVID-19, a fim de "combater o aumento da pobreza devido à pandemia do coronavírus". Esperava-se que custasse aos cofres do Estado três bilhões de euros por ano."[145]
- Em agosto de 2020, teve início um projeto na Alemanha que concedeu uma renda básica mensal de 1.200 euros em um sistema de loteria aos cidadãos que se inscreveram on-line. O projeto de crowdsourcing durou três anos e foi comparado com 1.380 pessoas que não recebem renda básica.[146] Quando o projeto foi concluído, em agosto de 2023, o Mein Grundeinkommen calculou que uma renda básica universal financiada por impostos de 1.200 euros por mês poderia ser financiada para cada adulto na Alemanha, o que deixaria 80% dos adultos em melhor situação.[147]
- Em maio de 2021, o governo do País de Gales, que detém poderes descentralizados em questões de bem-estar social no Reino Unido, anunciou o teste de um esquema de renda básica universal para "verificar se as promessas que a renda básica faz são realmente cumpridas".[148] A partir de julho de 2022, mais de 500 pessoas que deixaram a assistência social no País de Gales receberam 1.600 libras por mês em um esquema piloto de 20 milhões de libras por 3 anos, para avaliar o efeito na vida dos envolvidos, na esperança de proporcionar independência e segurança às pessoas.[149]
- Em julho de 2022, Chicago iniciou um programa de renda garantida com duração de um ano, enviando 500 dólares por mês para 5.000 famílias durante um ano em um sistema de loteria para cidadãos que se inscreveram on-line.[150] Um programa semelhante foi lançado no final de 2022 pelo Condado de Cook, Illinois (que abrange toda a cidade de Chicago, bem como vários subúrbios), que enviou pagamentos mensais de 500 dólares para 3.250 residentes com renda familiar igual ou inferior a 250% do nível federal de pobreza por dois anos.[151]
- Em junho de 2023, o The Guardian informou que uma renda básica universal de 1.600 libras por mês será testada em dois locais na Inglaterra - Jarrow e East Finchley.[152]

## Programas similares

### Alaska Permanent Fund
Em 1976 o Alasca criou o Alaska Permanent Fund (Fundo Permanente do Alasca), com capital oriundo das receitas do Estado em mineração e óleo, e cuja renda desde 1982, fornece um dividendo universal pago em 30 de Junho. Em 1999, um referendo proibiu o Estado de usar "uma parcela" das receitas (84% contra 16%). Em 2011, cada residente recebeu 1174 dólares. O fundo teve um efeito perceptível, mas cada vez menor, na redução da pobreza entre os indígenas da zona rural do Alasca, principalmente entre a população idosa. Entretanto, o pagamento não é alto o suficiente para cobrir as despesas básicas e não é um valor fixo e garantido. Por esses motivos, nem sempre é considerada uma renda básica. Entretanto, alguns a consideram o único exemplo de uma renda básica real.

### Plano de Comparticipação Pecuniária no Desenvolvimento Económico
O Plano de Comparticipação Pecuniária no Desenvolvimento Económico de Macau fornece uma renda básica anual aos residentes permanentes, financiada pelas receitas dos cassinos da cidade. Entretanto, o valor desembolsado não é suficiente para cobrir as despesas básicas de vida, portanto não é considerado uma renda básica.

### Bolsa Família
O Programa Bolsa Família é um programa de distribuição de renda condicionada que visa beneficiar famílias com renda per capita baixa em valores estabelecidos por lei, mas que não ultrapassam um quarto do salário mínimo, normalmente. A contrapartida é que as famílias beneficiárias mantenham as crianças e os adolescentes entre 6 e 17 anos com frequência na escola e façam o acompanhamento de saúde das gestantes, as mulheres que estiverem amamentando e as crianças, que também devem ter a vacinação em dia. Em março de 2020, o programa fornecia auxílio a 13,8 milhões de famílias.

### Child Trust Fund
O Child Trust Fund, criado em maio de 2003, é uma medida que dá dando a cada criança uma "capital de base" aos 18 anos. O programa foi discontinuado em 2011.

### Dividendos de crescimento de Singapura
Em 2011, Singapura criou um "dividendo de crescimento" distribuído a todos os adultos. Entretanto, os dividendos não são garantidos anualmente.

### Renda básica temporária no Kuwait
Iniciou em fevereiro de 2012, no Kuwait, a distribuição de uma renda básica incondicional, mas por tempo limitado, a todos os cidadãos. No entanto, cerca de dois terços dos habitantes do Kuwait não são cidadãos, incluindo a maior parte das pessoas economicamente desfavorecidas no país.

## Petições, pesquisas e referendos
- 2008: Uma petição oficial para a renda básica foi lançada na Alemanha por Susanne Wiest.[165] A petição foi aceita, e Susanne Wiest foi convidada para uma audiência na Comissão de Petições do parlamento alemão. Após a audiência, a petição foi encerrada como "irrealizável".[166]
- 2013–2014: Uma Iniciativa de Cidadania Europeia coletou 280.000 assinaturas exigindo que a Comissão Europeia estudasse o conceito de uma renda básica incondicional.[167]
- 2015: Uma iniciativa de cidadãos na Espanha recebeu 185.000 assinaturas, número inferior ao necessário para exigir que o parlamento espanhol discuta a proposta.[168]
- 2016: O primeiro referendo sobre renda básica universal do mundo, realizado na Suíça em 5 de junho de 2016, foi rejeitado por uma maioria de 76,9%.[69][70] Também em 2016, uma pesquisa mostrou que 58% da população da UE tem conhecimento da renda básica e 64% votariam a favor da ideia.[169]
- 2017: A Politico/Morning Consult perguntou a 1.994 americanos sobre suas opiniões em relação a várias questões políticas, incluindo a renda básica nacional; 43% "apoiaram fortemente" ou "apoiaram um pouco" a ideia.[170]
- 2018: Foram publicados os resultados de uma pesquisa da Gallup realizada no ano anterior entre setembro e outubro. 48% dos entrevistados apoiaram a renda básica universal.[171]
- 2019: Em novembro, uma iniciativa austríaca recebeu aproximadamente 70.000 assinaturas, mas não conseguiu atingir as 100.000 assinaturas necessárias para uma discussão parlamentar. A iniciativa foi iniciada por Peter Hofer. Sua proposta sugeria uma renda básica proveniente de um imposto sobre transações financeiras, no valor de 1.200 euros, para cada cidadão austríaco.[172]
- 2020: Um estudo da Universidade de Oxford constatou que 71% dos europeus são a favor da renda básica. O estudo foi realizado em março, com 12.000 entrevistados e em 27 estados membros da UE e no Reino Unido.[173] Uma pesquisa da YouGov também revelou uma maioria a favor da renda básica universal no Reino Unido[174] e uma pesquisa da Universidade de Chicago revelou que 51% dos americanos entre 18 e 36 anos apoiam uma renda básica mensal de 1.000 dólares.[175] No Reino Unido, também houve uma carta, assinada por mais de 170 membros do parlamento e lordes de vários partidos políticos, conclamando o governo a introduzir uma renda básica universal durante a pandemia de COVID-19.[176]
- 2020: Uma pesquisa do Pew Research Center, realizada on-line em agosto de 2020, com 11.000 adultos norte-americanos, constatou que a maioria (54%) se opõe a que o governo federal forneça uma renda garantida de 1.000 dólares por mês a todos os adultos, enquanto 45% a apoiam.[177]
- 2020: Em uma pesquisa da Hill-HarrisX, 55% dos americanos votaram a favor da RBU em agosto, contra 49% em setembro de 2019 e 43% em fevereiro de 2019.[178]
- 2020: Os resultados de uma pesquisa on-line com 2.031 participantes realizada em 2018 na Alemanha foram publicados: 51% eram "muito a favor" ou "a favor" da introdução da UBI.[179]
- 2020: Uma pesquisa realizada em outubro com 1.026 australianos pela YouGov revelou um apoio de 58% à renda básica universal.[180]
- 2021: Uma petição da Change.org solicitando cheques de estímulo mensais no valor de 2.000 dólares por adulto e 1.000 dólares por criança durante o restante da pandemia da COVID-19 recebeu quase 3 milhões de assinaturas.[181]

## Ligações
- Lei 10.835, de 8 de janeiro de 2014 (em português)
- Em um mapa, todos os experimentos com renda básica (em português)

- O Rendimento de Cidadania (em português)
- Rede Brasileira de Renda Básica (em português)
- Rendimento Básico Incondicional Portugal (em português)
- Basic Income Earth Network (em inglês)
- Basic Income Studies: An International Journal of Basic Income Research (em inglês)
- Catégorie Basic Income Anuário moz (em inglês)
- Livre vert sur le revenu de base en Irlande, Social Justice Ireland (em inglês)
- Unconditional Basic Income Europe (em inglês)
- Red Humanista por la Renta Básica Universal (em espanhol)
- allocation-universelle.be , Análise de RC na Bélgica (em francês)
- Association pour l'Instauration d'un Revenu d'Existence (AIRE), Yoland Bresson (em francês)
- Justifications du revenu universel, Gilbert Boss (em francês)
- Simulation de l'allocation universelle dans le cas de la France (2009), Marc de Basquiat (em francês)
- Site da rede em França para RC (em francês)
- Texte sur scribd.com.Jean-Claude Lowenstein, «Problématique d'une allocation universelle» (em francês)
- Texte sur ofce.sciences-po.frGuillaume Allègre, «Comment peut-on défendre un revenu de base?»OFCE, décembre 2013 (em francês)
- «Travail, emploi, numérique : les nouvelles trajectoires », Rapport du Conseil national du numérique recommandant l'expérimentation du revenu de base en France, janvier 2016 (em francês)